# Stadio Carlo Zoboli
Lo stadio comunale Carlo Zoboli è il principale impianto sportivo di Carbonia. Ospita le partite casalinghe del Carbonia Calcio.

## Descrizione
La struttura si forma in un rettangolo di gioco in erba naturale, circondato da una pista atletica e da un velodromo in disuso. L'impianto presenta una struttura ovoidale murata, con una tribuna centrale interamente coperta (prima tribuna d'onore) ed una scoperta posta frontalmente, dalla capienza totale di 3.500 spettatori.

## Storia
Inaugurato il 21 aprile 1940 col nome di "campo sportivo della GIL" (Gioventù Italiana del Littorio) ed intitolato al consuocero di Benito Mussolini, il conte Costanzo Ciano. Un busto di marmo che raffigurava il conte fu posto al centro della tribuna d'onore ma, caduto il regime, l'opera scomparì per venir ritrovata decenni dopo.
Nel 1947 venne costruito, attorno al terreno di gioco, un velodromo sul quale corsero, nel secondo dopoguerra, atleti come Fausto Coppi e Gino Bartali, ma che cadde in disuso ed i cui rettilinei vennero demoliti per far spazio ad una pista d'atletica, intorno agli anni Sessanta. Lo stadio fu ribattezzato col nome di "Comunale"; ospitò 18 campionati di serie C, fino al 1988. Lo stadio verrà dichiarato inagibile dal 1999 al 2004.
Il 9 settembre 2011 lo stadio venne intitolato allo storico calciatore della Carbosarda Carlo Zoboli. La tribuna principale della struttura dal 2022 porta il nome di Stefano "Pepi" Gessa, giocatore del Carbonia morto durante un allenamento nell'impianto nel 1993.